# NGC 3561A
NGC 3561A (NGC 3561) je prečkasta spiralna galaktika u zviježđu Velikom medvjedu. Naknadno je utvrđeno da je NGC 3561 ista galaktika.

## Vanjske poveznice
- (eng.) SEDS: NGC 3561
- (eng.) Revidirani Novi opći katalog
- (eng.) Izvangalaktička baza podataka NASA-e i IPAC-a
- (eng.) Astronomska baza podataka SIMBAD
- (eng.) VizieR